# Lingue romanze orientali
Le lingue romanze orientali, chiamate anche lingue romanze balcaniche, sono quelle lingue neolatine che sono parlate (o erano parlate) nella penisola balcanica. 
Geograficamente, il confine nord della penisola balcanica è difficile da delimitare, ma generalmente viene segnato dalla linea Fiume - Odessa, per cui questo gruppo di lingue riguarda i seguenti Stati: Slovenia orientale (in un'area piuttosto limitata), Croazia, Ungheria, Romania, Serbia, Bosnia ed Erzegovina, Montenegro, Albania, Macedonia del Nord, Bulgaria, Grecia e, in tempi relativamente recenti, anche la Turchia europea, dove nel 1922 si trasferirono circa 2000 meglenorumeni musulmani, attualmente assimilati dai turchi di Tracia.

## Storia
Dopo la caduta dell'Impero romano d'occidente, le comunità di lingua latina subirono un notevole ridimensionamento a causa delle devastazioni provocate dalle varie invasioni barbariche dei secoli V, VI e VII (Unni, Goti, Avari, Slavi, ecc.). Nei Balcani a sud della linea Jireček, dove si parlava prevalentemente il greco, le poche comunità latine sparirono assimilate nell'Impero bizantino o sopravvissero a stento sulle montagne, dedicandosi alla pastorizia (Aromuni).
Con la nascita delle lingue neolatine nel Medioevo, iniziò la differenziazione tra i gruppi neolatini nei Balcani. Il latino volgare della maggioranza delle popolazioni latinizzate si andò differenziando dal latino classico, fino a sostituirlo, già da prima dei tempi di Carlo Magno.
La lingua pannonica scomparve presto (nel decimo secolo rimaneva solo intorno al lago Balaton, nell'attuale Ungheria), mentre si affermò la lingua romena nell'area dei Carpazi, che si differenziò gradualmente dal gruppo italiano dell'Adriatico.
Dopo il mille si originò un gruppo di lingua arumena nei Balcani meridionali. Nei Balcani adriatici si sviluppò la lingua dalmata sulla costa e la lingua morlacca nell'entroterra, che si estinsero nel settecento ed ottocento, assimilate dalla lingua veneta prima di Napoleone e dalla lingua italiana negli ultimi due secoli.
Attualmente il gruppo arumeno, non avendo una propria identità nazionale per varie ragioni politico-storiche, è considerato dall'UNESCO a rischio estinzione.

## Descrizione

### Classificazione
Le lingue neolatine esistenti nei Balcani sono:
- Gruppo italiano
  - Lingua istriota[senza fonte], in Istria
  - Lingua dalmatica, in Dalmazia (estinta)
- Lingua pannonica, in Pannonia (estinta)
- Gruppo romeno
  - Lingua romena, in Romania
    - Dialetto moldavo (classificato anche come lingua moldava), in Moldavia e Ucraina
    - Dialetto vlaso, in Serbia e Bulgaria

  - Lingua istrorumena, in Istria
  - Lingua arumena (o macedorumena), in Albania, Grecia, Macedonia del Nord, Bulgaria
  - Lingua meglenorumena, in Grecia e Macedonia del Nord

### Caratteristiche linguistiche
Anche se vi furono molte influenze dalle lingue pre-romane e dalle lingue degli invasori medievali barbari (principalmente tedeschi e slavi), la fonologia, la morfologia, il lessico e la sintassi di tutte le lingue romanze balcaniche sono predominantemente evolute dalla lingua latina.
Come risultato esse hanno caratteristiche linguistiche peculiari che le differenziano da altre lingue indo-europee ed anche neolatine. Ad esempio vi è l'uso del plurale cambiando le vocali finali (amico = amici) invece di aggiungere la "s" del latino accusativo plurale, come nello spagnolo (amigo = amigos).
Tutte hanno perso l'uso delle declinazioni del latino classico, per cui hanno la struttura SVO (soggetto-verbo-complemento oggetto) ed utilizzano molto le preposizioni. Inoltre vi sono solo i generi grammaticali maschile e femminile, senza il neutro del latino. Unicamente il Romeno conserva l'uso del dativo/genitivo del latino classico, ed è l'unica lingua romanza (insieme all'arumeno) dove si pospone l'articolo (om = uomo diventa om-ul = l'uomo).
Tutte le lingue romanze balcaniche hanno introdotto nuovi tempi (passato prossimo) e modi verbali (condizionale), ed inoltre usano esclusivamente l'alfabeto latino.
| Arumeno                              | Italiano                              | Romeno                               |
| Tuti iatsâli umineshtsâ s-fac liberi | Tutti gli esseri umani nascono liberi | Toate ființele umane se nasc libere  |
| shi egali la nâmuzea shi-ndrepturli  | ed eguali in dignità e diritti        | și egale în demnitate și în drepturi |
| ------------------------------------ | ------------------------------------- | ------------------------------------ |

## Gruppo italiano

### Lingua italiana
La lingua italiana, pur essendo una lingua romanza occidentale, viene parlata da circa 240 000 persone nella provincia di Trieste, 35 000 nella Croazia (Istria e Dalmazia) e circa 3 000 nella Slovenia intorno a Capodistria. L'associazione "Unione Istriani" calcola che in Istria e nell'area del Quarnero altre 70 000 persone parlino l'italiano come bilingui. La diffusione dell'italiano nel litorale adriatico della penisola balcanica si è notevolmente ridotto dopo la seconda guerra mondiale, principalmente a causa dell'esodo istriano di 350 000 profughi dalla dittatura di Tito.
La lingua italiana era parlata da un limitato numero di persone su tutto il litorale austriaco e dalmata nell'Ottocento e solo nel 1918, dopo l'annessione al Regno d'Italia, divenne lingua ufficiale nella Venezia Giulia (che comprendeva anche l'Istria, Fiume, Zara e le isole dalmate del Quarnero). Dal 1941 al 1943 il suo uso ufficiale (con l'occupazione italiana della Iugoslavia costiera) fu esteso al governatorato della Dalmazia (cioè anche a Spalato, Sebenico e Cattaro). Dal 1947 l'italiano è lingua ufficiale solo nella provincia di Trieste, nei 4 comuni dell'Istria slovena e in 20 comuni dell'Istria croata. In Croazia (specialmente in Istria e a Fiume) si registra una ripresa nell'uso e studio dell'italiano nell'ultimo decennio, secondo l'associazione "Dante Alighieri", in relazione anche all'entrata della Croazia nella Comunità Europea.

### Lingua istriota
La lingua istriota è parlata da poche migliaia di persone, quasi tutti anziani, nella parte meridionale dell'Istria in Croazia. Il territorio dove veniva usata era più esteso nell'Ottocento e comprendeva tutta la costa e l'immediato entroterra dell'Istria meridionale, il cosiddetto Agro polese intorno a Pola dal Canal di Leme al fiume Arsa, di cui rappresentava il dialetto autoctono. Il linguista Antonio Ive scrisse che nel 1888 l'istrioto era parlato da quasi tutti i 10 000 abitanti di Rovigno, e che probabilmente era originario dalla mescolanza del latino dei legionari di Augusto con l'illirico degli "Histri".
L'UNESCO considera l'istrioto una lingua a "serio rischio d'estinzione" nel suo "Red Book of seriously endangered languages".

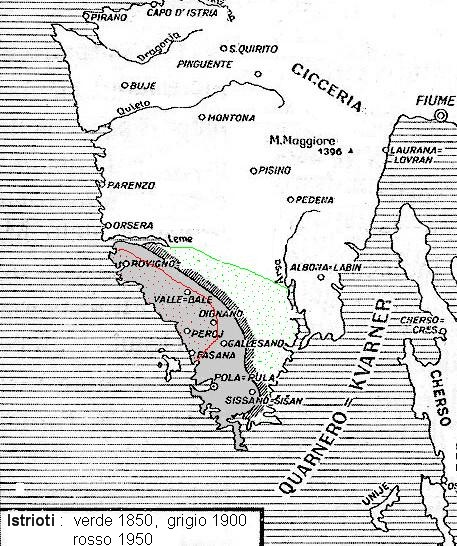
Aree di lingua istriota (verde nel 1850, grigio nel 1900 e rosso nel 1950; nel 2000 solo a Rovigno e Dignano

Allo stato attuale, l'idioma non risulta essere ancora debitamente tutelato e valorizzato dagli enti e dalle istituzioni croate, non essendovi alcun riconoscimento ufficiale di lingua autoctona minoritaria, per cui è opinione pressoché generale degli studiosi che esso sia destinato ad estinguersi in via definitiva nei prossimi decenni.

### Lingua veneta
La lingua veneta si è espansa nell'adriatico istriano e dalmato fin da prima dell'anno mille con la Repubblica di Venezia. Viene chiamata veneto da mar, in riferimento al suo uso in terre oltre il mare del Veneto. La lingua veneta fu una specie di lingua franca usata in tutto il Mediterraneo e nei Balcani adriatici fino a Napoleone.
Il veneto possiede strutture morfo-sintattiche proprie. Fra le quali citiamo per esempio il pronome clitico obbligatorio davanti ai verbi nella seconda persona singolare e nella terza sing/plur: «Giorgio el vien» (Giorgio viene), «ti te parli/parla» o «ti ti/tu parla» (tu parli).
Si distinguono tre parlate, delle quali due -il veneto dalmato ed il veneto ionico- vengono anche chiamate "Veneto da mar": 
- il veneto giuliano (od istriano),
- il veneto dalmato
- il veneto ionico.

Veneto giuliano (istriano)
Secondo l'associazione "Unione Istriani" oltre la metà degli Italiani nella provincia di Trieste ed in Istria parla il veneto giuliano, molto simile a quello usato a Venezia. Inoltre circa 70 000 sloveno-croati sono bilingui e conoscono questo dialetto assieme alla lingua italiana. Nell'ultimo secolo il veneto giuliano registra una forte regressione rispetto alla lingua italiana, specialmente tra i giovani di Trieste.
Veneto dalmato
Lo parlano ancora alcune centinaia di anziani a Fiume, Zara, Spalato, Sebenico ed in alcune isole dalmate (Cherso, Lussino, ecc.), per cui è a serio rischio estinzione. A Cattaro, in Montenegro, esiste una piccola comunità italiana, denominata ufficialmente "Comunità Nazionale Italiana del Montenegro", che in base all'ultimo censimento dovrebbe contare circa 500 persone. Dal punto di vista linguistico il "veneto da mar" di Cattaro sta tuttavia regredendo a favore dell'italiano standard. Dall'autunno del 2004 è presente a Cattaro la Società Dante Alighieri, e si registra un forte incremento nello studio della lingua italiana (insieme ad un certo interesse nel veneto dalmato).
Veneto ionico
Nessuno parla più il veneto ionico, ma ancora negli anni sessanta del XX secolo si avevano alcuni vecchi (specialmente a Corfù) che erano bilingui greco-veneti.
Il Greco moderno contiene diversi venetismi e fino all'ultimo conflitto mondiale si parlava ancora il veneto in alcune isole greche. A Corfù ancora oggi gli Ebrei corfioti parlano un dialetto pugliese misto a veneto, chiamato "Italkian".

### Lingua dalmata
La lingua dalmata è una lingua romanza estinta, un tempo parlata lungo le coste della Dalmazia. Si distinguevano due dialetti principali: il settentrionale o dell'isola di Veglia; il meridionale o Ragusano (simile a quello di Zara). Un terzo dialetto, il Fiumano, secondo il linguista Carlo Tagliavini era molto simile al veneto giuliano della vicina Istria.
Le popolazioni neolatine della Dalmazia (grazie ai contatti marittimi coll'Italia) sopravvissero l'assimilazione degli invasori barbari slavi e svilupparono la lingua romanza dalmata. Secondo lo storico De Castro, oltre 50000 persone parlavano il Dalmato nell'XI secolo.
Nella città di Zara il dalmato fu sostituito dalla lingua veneta prima del Rinascimento. Lentamente tutta la Dalmazia entrò nell'orbita di Venezia e conseguentemente il dialetto veneto dalmato finì per assimilare la lingua dalmata, ma nelle isole del Quarnero il dalmato si mantenne fino ai tempi di Napoleone.
L'ultimo nativo del dialetto settentrionale (Antonio Udaina) morì a Veglia nel 1898, ma prima di morire fu intervistato dal glottologo Matteo Bartoli che nel 1906 pubblicò due volumi in tedesco sul dalmatico, intitolati Das Dalmatische. Questi volumi sono considerati la prima opera scientifica sulla scomparsa di una lingua nel mondo.

## Gruppo romeno

### Lingua romena
La lingua romena (detta anche rumena) è una lingua romanza balcanica che viene parlata da oltre 23,5 milioni di persone principalmente in Romania e Moldavia.
Fra tutte le lingue romanze, il rumeno ha la peculiarità di presentare un'evoluzione senza molta influenza dalla letteratura europea: questo spiega il fatto che questa lingua possieda una quantità importante di vocaboli e di forme latine che nelle altre lingue romanze non esistono più. Inoltre il rumeno – che conserva fra i tratti latini la flessione dei nomi – ha la particolarità di avere l'uso dell'articolo determinativo dopo il nome.

La maggior parte del lessico romeno (oltre 60%) è di origine latina, con molte influenze dallo slavo specialmente nella fonetica. Vi sono alcune influenze anche dal francese, turco, ungherese, italiano, e  –  specialmente negli ultimi decenni – dall'inglese. Poiché circa il 55% delle parole inglesi vengono dal latino, si può affermare che la presenza nel romeno di parole d'origine latina è cresciuta attualmente a circa il novanta percento del totale. Per esempio, la parola inglese management ha una radice latina, poiché viene dall'italiano rinascimentale maneggiamento (dove l'italiano mano viene dal latino manus).

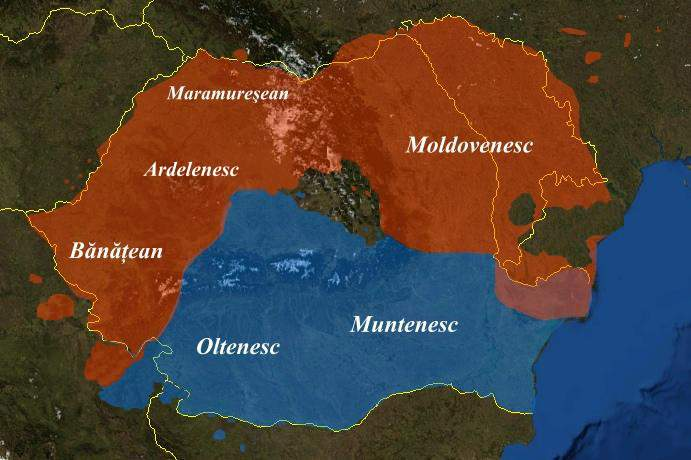
Dialetti romeni (blu: gruppi meridionali; rosso: gruppi settentrionali)

Dopo la conquista della Dacia fatta da Traiano, la regione si popolò con molti coloni provenienti dalla penisola italiana che diffusero l'uso del latino. Si stima comunque che circa 300 parole della scomparsa lingua dacia siano entrate nel lessico romeno (ed in quello albanese), come mal ‘costa’, brânză ‘formaggio’, o brad ‘abete’.
Per via del suo isolamento geografico il romeno fu probabilmente la prima lingua neolatina a staccarsi dal latino. Il che spiega una delle sue peculiarità: la conservazione di alcune declinazioni (non le cinque del latino, ma solo il nominativo/accusativo ed il genitivo/dativo oltre al vocativo).
I discendenti dei coloni romani e dei Daci romanizzati sopravvissero alle invasioni barbariche (goti, avari, slavi, bulgari, ecc.) rifugiandosi nei Carpazi e dopo il mille iniziarono ad organizzarsi in autonome entità politiche di lingua neolatina a nord del Danubio.
Tra i secoli VIII e XII, il latino volgare parlato nei Balcani orientali si divise in quattro gruppi: il romeno, l'arumeno, il meglenorumeno e l'istrorumeno.
Il primo documento scritto in romeno, la cosiddetta lettera di Neacșu, risale al 1521, ma solo dopo Napoleone si iniziò lo sviluppo della letteratura romena col movimento nazionalista che portò alla creazione della Romania. Nel 1861 fu adottato l'alfabeto latino.
Vi sono sei dialetti in Romania, la cui differenza consiste principalmente nell'accento: moldovese, banatese, 
muntenese, maramurese, ardelese ed oltenese. Attualmente la lingua romena è lingua ufficiale in Romania, Moldavia e nella Provincia autonoma della Voivodina (Serbia).

### Dialetto moldavo
Il dialetto moldavo (o lingua moldava, come ufficialmente viene chiamata la lingua romena nella Repubblica di Moldavia) viene usato nella Bessarabia storica. Praticamente è identico al romeno, salvo che per l'accento ed alcuni modismi assimilati dallo slavo dell'Ucraina.

Il moldavo viene parlato da quasi quattro milioni di persone in Moldavia, nella regione autonoma della Transnistria ed in Ucraina. Questa lingua romanza viene scritta con l'alfabeto latino, ma nella Transnistria si usa il cirillico imposto dalla vicina Russia per ragioni politiche.

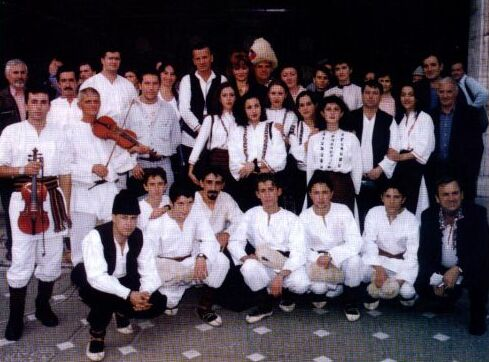
Gruppo folkloristico dei Vlasi della Serbia orientale (tra i fiumi Timok e Danubio)

Circa il 65% degli abitanti della Moldavia usano il dialetto moldavo; vi sono inoltre (censimento 2004) circa 327 000 moldavi in Ucraina, specialmente nei territori della Bessarabia che sono stati annessi all'Unione Sovietica nel 1945.

### Dialetto vlaso
Il dialetto vlaso viene parlato nella valle del fiume Timok in Serbia, vicino al Danubio romeno, da circa 40 000 persone dette Vlasi (che si chiamano tra di loro rumân). Questi Vlasi si trovano anche nella confinante Bulgaria (dove sono ridotti a meno di 10 000 per ragioni storico-politiche).
Il dialetto vlaso fa parte del dialetto oltenese della Romania meridionale. Una caratteristica peculiare di esso è l'uso del perfetto semplice invece del passato remoto come avviene in altri dialetti romeni.

### Lingua istrorumena

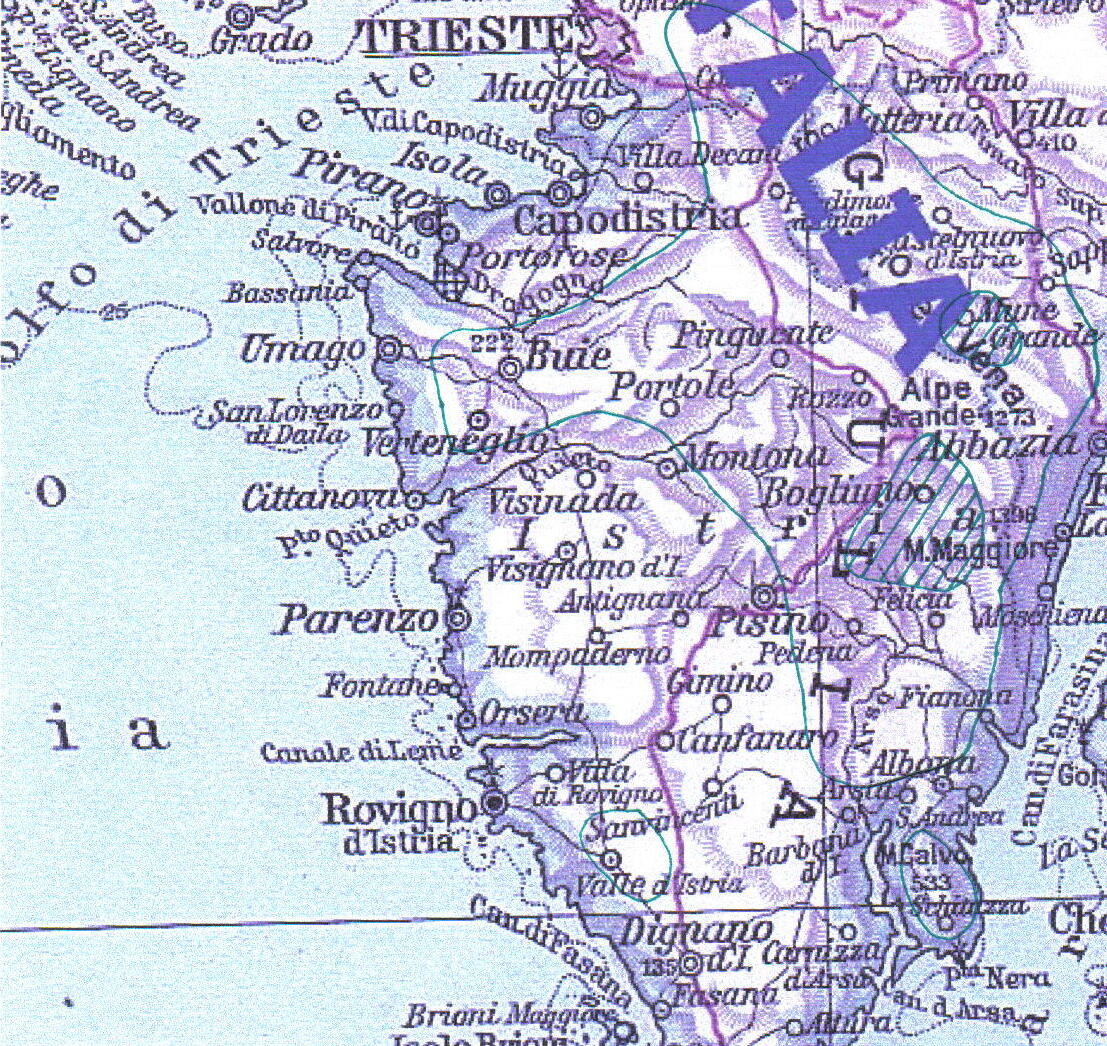
Aree istrorumene in Istria (nel 1810, linea verde: aree popolate per transumanza; nel 1920, linea tratteggiata verde: aree di insediamento stabile)

La lingua istrorumena è una lingua neolatina in via di estinzione, parlata da circa mille persone nella parte centro-orientale dell'Istria. L'istrorumeno viene anche classificato come un sottogruppo della lingua arumena, per cui viene considerato dal linguista Matteo Bartoli come l'anello di congiunzione tra il gruppo italiano e quello arumeno. Sulle origini di questo idioma ci sono tre teorie linguistiche contrastanti: la prima (Iliescu), afferma che l'istrorumeno è un ponte di collegamento linguistico tra l'arumeno balcanico ed il ladino delle Alpi (come il friulano); la seconda (Dragomir), sostiene che la lingua istrorumena è collegata alla lingua dalmatica ed alla lingua morlacca, le lingue estinte degli Illiri romanizzati; la terza (Bartoli), afferma che è il risultato della mescolanza dell'arumeno col veneto, sovrappostisi alla lingua neolatina degli abitanti originali dell'Istria romanizzata (cioè il dalmatico degli Illiri). Circa il 75 % dei vocaboli dell'istrorumeno vengono dal latino.
Nel XV secolo gruppi di pastori arumeni si trasferirono in Istria sfuggendo alle invasioni ottomane nei Balcani. Alcuni linguisti (Densusianu e Neiescu) credono che originariamente siano migrati dall'area di Alba Iulia in Romania e che intorno al 1420 si siano insediati intorno al monte Maggiore, in aree istriane spopolate dalle epidemie.
Nel periodo tra il 1918 ed il 1943, sotto il Regno d'Italia, venne creato un comune istrorumeno (Valdarsa), si aprirono scuole in lingua istrorumena e gli istrorumeni aumentarono a circa 4 000 persone. Andrea Glavina, il primo sindaco di Valdarsa soprannominato l'apostolo degli istrorumeni, fu il principale promotore della loro rinascita in quegli anni: nel 1905 pubblicò il Calendario lu Rumen din Istria, dove raccolse vocaboli, proverbi e racconti in uso tra questo popolo per tramandarne la memoria.
Dopo la seconda guerra mondiale molti istrorumeni furono coinvolti nell'esodo istriano del 1947, perché osteggiati dal presidente iugoslavo Tito, ed ora la comunità istrorumena ufficialmente conta solo 811 persone (censimento 1991). Va ricordato che, secondo lo storico Ervino Curtis, l'esigua cifra anteriore va raddoppiata perché molti istrorumeni non si sono dichiarati come tali.

### Lingua arumena
La lingua arumena (o macedorumena) è una lingua parlata da circa 300 000 persone nei Balcani meridionali, ma vi sono stime che incrementano questa cifra ad oltre un milione. L'arumeno è una lingua neolatina, strettamente imparentata col rumeno, che si parla in zone del nord della Grecia, dell'Albania, della Macedonia del Nord, della Bulgaria e della Serbia.
La lingua arumena è simile a quella rumena in grammatica e morfologia, e si differenzia principalmente nel vocabolario. Infatti nell'arumeno vi sono molte parole influenzate dal greco e dall'albanese, a differenza della lingua romena, nella quale è invece considerevole l'influenza delle lingue slave.
Nell'arumeno non esistono i verbi infinitivi, ed è usato il verbo "volere" nel futuro e nel passato remoto. Ad esempio:
"va s-cintu" = canterò oppure "va s-cintamu" = canteremo, dove "va" significa vorrò, vorremo.
Successivamente alle invasioni barbariche ed alla distruzione conseguente delle aree romanizzate ad oriente dell'Italia, molte popolazioni latine si rifugiarono su montagne (come la catena del Pindo in Grecia) e vi praticarono forme di sussistenza elementari come la pastorizia. Questi pastori, che si chiamano tra di loro "Aruman" o "Armani", hanno mantenuto la loro lingua neolatina nei secoli ed hanno originato migrazioni nel centro nord dei Balcani che sono alla base della creazione della Romania e Moldavia dei nostri giorni.

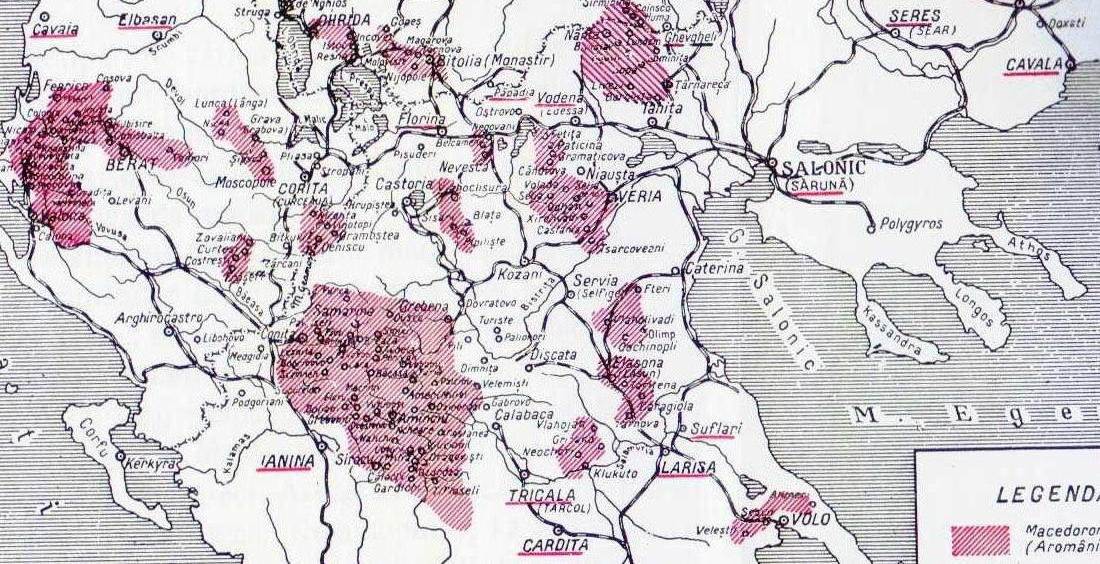
Mappa delle aree popolate da Arumeni (Aromani/Vlachs) a metà Novecento in Grecia, Albania e Macedonia

Coll'invasione ottomana alcuni Arumeni (detti in inglese "Vlachs") si sono spostati dopo il XVI secolo in Ucraina, dove ve ne sono tuttora oltre duecentomila in Transnistria tra i fiumi Dniester e Dnieper. Nel secolo XVIII questi Arumeni crearono un proprio territorio in Albania intorno alla loro città capitale Moscopolis, ma furono distrutti dai Turchi.
Nel 1918 alcuni politici e militari Arumeni fondarono in Albania temporaneamente la Repubblica di Coriza coll'appoggio della Francia. Nel 1941 gli italiani, occupata la Grecia, crearono la Legione Romana dei Valacchi, un'organizzazione collaborazionista composta da alcuni Valacchi con a capo il fascista arumeno Alcibiade Diamandi. Questa organizzazione durò fino al 1943; era attiva in Tessaglia, Epiro e parte della Macedonia greca.
Lo storico inglese Tom Winnifrith riporta le attuali cifre secondo la stima ufficiale dei vari Stati, dove vi sono comunità arumene, e quelle secondo le principali organizzazioni arumene: Grecia 55 000/110 000; Albania 50 000/100 000; Serbia 52 000/90 000; Macedonia 8 000/15 000; Bulgaria 2 000/5 000.
Inoltre vi sono circa 30 000 arumeni stanziati in Romania (principalmente in Dobrugia alle foci del Danubio) a partire dalla fine della prima guerra mondiale, ma che sono linguisticamente quasi assimilati al romeno.
La lingua arumena è considerata dalla Comunità Europea a rischio estinzione, poiché nell'ultimo secolo si è dimezzata la popolazione che lo parla in Grecia, Albania e Macedonia del Nord.

### Lingua meglenorumena
La lingua meglenorumena è una lingua romanza che viene parlata nel nord della Grecia in una piccola area confinante con la Macedonia, in alcuni villaggi dell'estremo sud della Macedonia ed in una località della Dobrugia in Romania. Assieme al macedorumeno ed all'istrorumeno, il meglenorumeno viene classificato dal linguista Theodor Capidan come un sottogruppo della lingua arumena, che è stato influenzato dalla lingua bulgara turchizzata dei Pomacchi musulmani. 

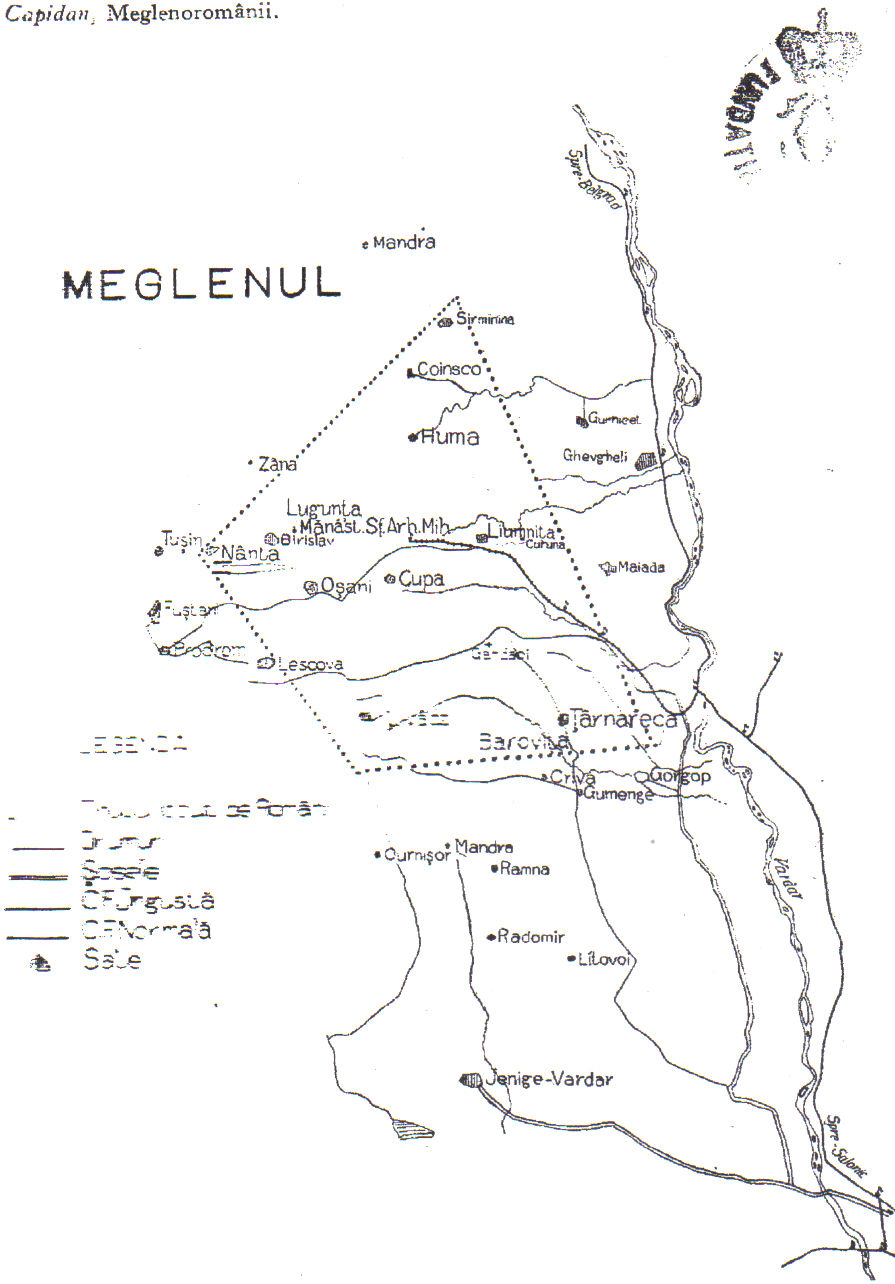
area meglenorumena ai primi del Novecento

La grammatica e la sintassi sono praticamente identiche a quelle del macedorumeno, mentre il vocabolario mostra una notevole presenza di parole bulgare e turco-musulmane.
Lo storico romeno Ioan Nenitescu stimava che la lingua meglenorumena veniva parlata da oltre 22 000 persone all'inizio della prima guerra mondiale, tutte concentrate nella regione a nord di Salonicco. Attualmente oltre 12 000 Meglenorumeni, che si chiamano tra di loro Vlashi, parlano questa lingua.
A questi vanno aggiunti circa 2 000 Meglenorumeni di credo religioso musulmano e di nazionalità greca, che sono stati trasferiti nella Turchia europea (e che vengono attualmente considerati assimilati dai Turchi) a conseguenza dello scambio di popolazione tra Greci e Turchi avvenuto nel 1923.
Attualmente il 95% dei meglenorumeni pratica la religione ortodossa, ma ve ne sono circa mille di religione musulmana in Macedonia. Il meglenorumeno viene considerato dall'UNESCO una lingua a serio rischio estinzione.